# Fledermaus-Winterquartiere im Coburger Land
Fledermaus-Winterquartiere im Coburger Land este o arie protejată (arie specială de conservare — SAC, sit de importanță comunitară — SCI) din Germania întinsă pe o suprafață de 0,07 ha, integral pe uscat.

## Localizare
Centrul sitului Fledermaus-Winterquartiere im Coburger Land este situat la coordonatele 50°21′15″N 11°00′59″E / 50.3542°N 11.0164°E.

## Înființare
Situl Fledermaus-Winterquartiere im Coburger Land a fost declarat sit de importanță comunitară în noiembrie 2004 pentru a proteja 3 specii de animale. Situl a fost protejat și ca arie specială de conservare în aprilie 2016.

## Biodiversitate
Situată în ecoregiunea continentală, aria protejată nu include niciun habitat protejat.
La baza desemnării sitului se află mai multe specii protejate de  mamifere (3): liliac cârn (Barbastella barbastellus), liliac cu urechi mari (Myotis bechsteinii), liliac comun (Myotis myotis).